# Freeport (Minnesota)
Pour les articles homonymes, voir Freeport.
Freeport est une ville américaine située dans le Comté de Stearns, dans le Minnesota. Selon le recensement de 2010, sa population est de 632 habitants.

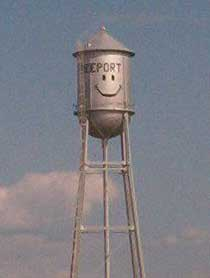
Le château d'eau de Freeport accueille les voyageurs